# Germs
Germs (en español: Gérmenes) fue una banda de punk rock estadounidense, formada en Los Ángeles, California, en abril de 1977 y disuelta en diciembre de 1980. La formación original de la agrupación consistía en Darby Crash (seudónimo de Jan Paul Beahm) en voz, Pat Smear (seudónimo de Georg Ruthenberg) en guitarra, Lorna Doom (seudónimo de Teresa Ryan) en bajo y Don Bolles en batería.
La banda editó un solo material discográfico en todo su trayectoria, titulado (GI), en 1979,el cual fue producido por Joan Jett. Fueron unos de los grupos más importantes del movimiento punk en la escena de Los Ángeles.
Germs se disolvió el 8 de diciembre de 1980, cuando su cantante, Darby Crash, se suicidó de una sobredosis de heroína a los 22 años. Cabe mencionar que la muerte de Crash fue eclipsada en gran medida por la de John Lennon, que fue asesinado por Mark David Chapman en Nueva York solo un día después de su suicidio. Tras la separación de la banda, el guitarrista Pat Smear, el único miembro activo del grupo, siguió en el mundo de la música y formaría parte de las bandas Nirvana y Foo Fighters. 
En 2005, la banda se reunió para una serie de conciertos por Estados Unidos y festivales como Warped Tour. 
En 2007 se realizó un film sobre la vida y carrera de Crash y su banda llamado What We Do Is Secret (inspirado en el nombre de una canción de Germs). La película contó con la producción de los miembros restantes de la banda y fue protagonizada por Shane West, Rick Gonzalez, Bijou Phillips y Noah Segan como los miembros Darby Crash, Pat Smear, Lorna Doom y Don Bolles, respectivamente.
Posteriormente, el actor y cantante Shane West participaría de varias giras con la banda desde 2005 hasta la disolución definitiva de la agrupación en 2013.

## Miembros
Última alineación

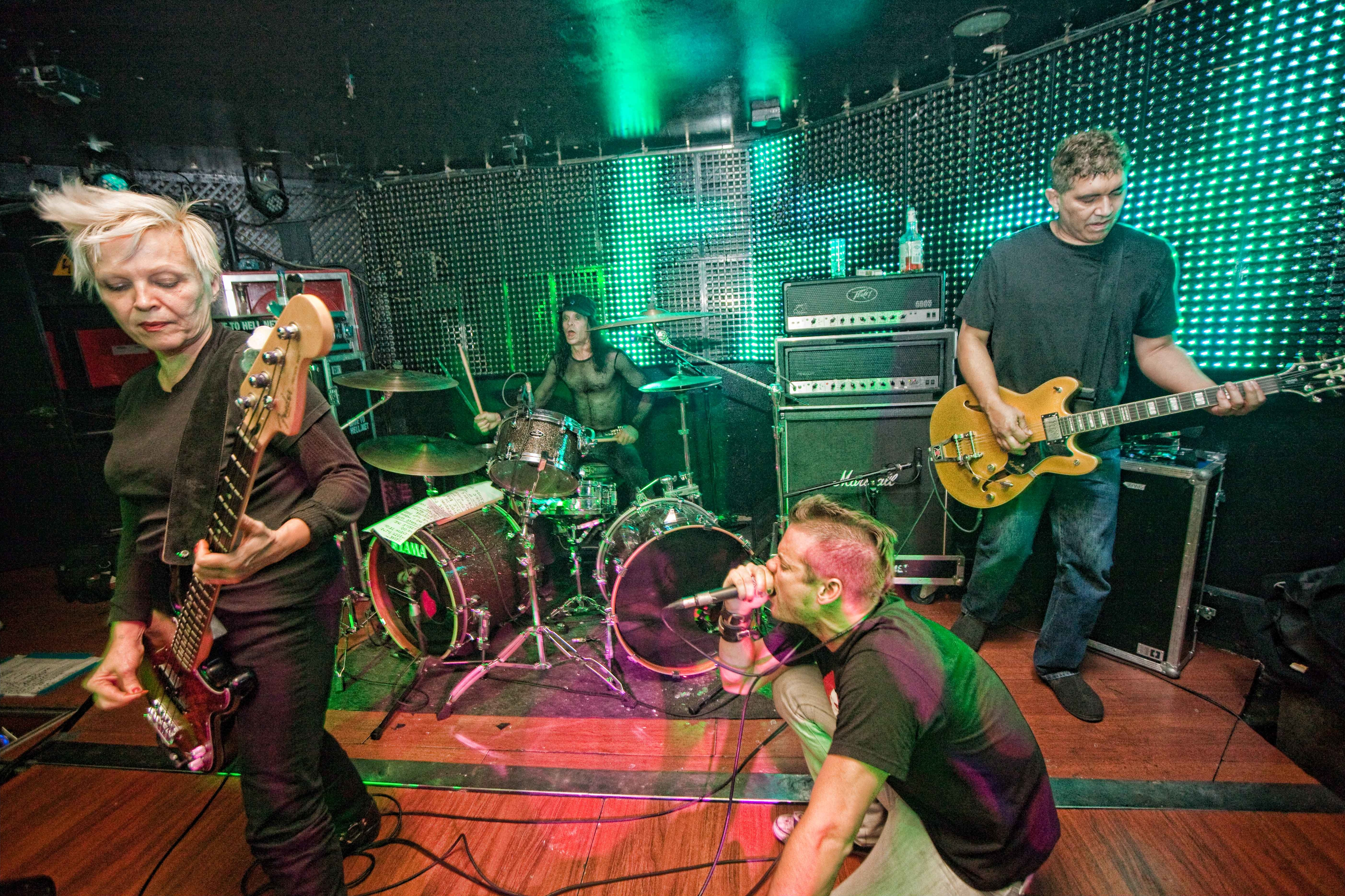
Algunos de los miembros originales de Germs junto con el actor Shane West (abajo) durante un concierto en Madrid en el año 2009.

- Pat Smear (George Ruthenberg) – guitarra, voz (1977–1980, 2005–2009, 2013)
- Don Bolles – batería (1978–1980, 2005–2009, 2013)
- Charlotte Caffey – bajo (2013)

Miembros pasados
- Darby Crash (Jan Paul Beahm) – voz (1977–1980; ✝️1980)
- Shane West – voz (2005–2009)
- Dinky (Diana Grant) – bajo (1977)
- Lorna Doom (Teresa Ryan) – bajo (1977–1980, 2005–2009; ✝️2019)
- Michelle Baer – batería (1977)
- Dottie Danger (Belinda Carlisle) – batería (1977)
- Donna Rhia (Becky Barton) – batería (1977)
- David Winogrond – batería (1977)
- Cliff Hanger – batería (1977–1978)
- D. J. Bonebrake – batería (1978)
- Nicky Beat (Nickey Alexander) – batería (1978)
- Rob Henley – batería (1980)

## Discografía

### Álbum de estudio
- (GI) (1979, Slash Records)

### Sencillos
- Forming/Sexboy (en vivo)" 7" (1977, What? Records)

### EP
- Lexicon Devil 7" EP (1978, Slash Records)
- What We Do Is Secret 12" EP (1981, Slash Records)
- (DCC) 7" EP (1992, Rockville/Gasatanka Records)

### Álbumes en vivo
- Germicide (a.k.a. Live at the Whisky, First Show Ever) (1981, Mohawk/Bomp! Records/ROIR)
- Rock 'N' Rule (1986, XEX Records)

### Álbumes compilatorios
- (MIA): The Complete Anthology (1993, Slash/Rhino Records)
- Media Blitz (1993, Cleopatra Records)

### Colectivos
- Yes L.A. 12" EP (1979, Dangerhouse Records)
- Tooth and Nail (1979, Upsetter Records)
- Life Is Beautiful So Why Not Eat Health Foods (1981, New Underground Records)

### Soundtrack
- The Decline of Western Civilization (1980, Slash Records)